# Odaisa Fernandes
Odaisa Fernandes Ferreira (Porto Acre, 10 de junho de 1944) é uma política brasileira, que exerceu mandato como deputada federal pelo PSDB-RO, tendo assumido como suplente de 3 de março a 2 de abril de 1998. Foi a primeira mulher a exerceu o cargo de vice-governadora de Rondônia (junto com o governador Ivo Cassol) e governadora interina no mesmo mandato (2003).

## Vida pregressa
A família de Odaisa mudou-se para Porto Velho quando ela tinha sete anos de idade. Durante muitos anos, antes de entrar para a política, atuou como costureira.

## Carreira política
Odaisa iniciou sua carreira política em 1982 como vereadora da cidade de Porto Velho, capital do estado recém-criado. No início da década de 1990, foi eleita deputada estadual e em 1995 foi a primeira mulher negra deputada federal por Rondônia.
Em 1988, participou da criação do PSDB, junt com Fernando Henrique Cardoso, Franco Montoro, José Richa e Mário Covas.

## Homenagens e prêmios
2016 - foi uma das 165 pessoas que se revezaram com a Tocha Olímpica na cidade de Porto Velho
2023 - “Mulheres Negras que Escrevem História”, na categoria política

2004 - 17a Bda Inf Sl do Exército Brasileiro